# Minna Herzlieb
Christiane Friederike Wilhelmine "Minna (Minchen)" Herzlieb (Sulechów, 22 maggio 1789 – Görlitz, 10 luglio 1865) è stata un'editrice tedesca.

## Biografia
Suo padre era un soprintendente nella sua città natale di Züllichau, nella Bassa Slesia. Rimasta orfana nell'infanzia, fu allevata nella casa dell'editore Carl Friedrich Ernst Frommann a Jena. Nel 1807 venne a Weimar, dove incontrò Goethe, che le presentò alcuni sonetti. Ha anche fatto di lei uno dei modelli per "Ottilie" nel romanzo "Affinità elettive".
Nel 1821 sposò il professore Karl Wilhelm Walch, ma non fu un incontro d'amore e potrebbe aver contribuito al suo crollo mentale e alla sua morte in un ospedale psichiatrico a Görlitz nel 1865.